# 学校法人光華女子学園
学校法人光華女子学園（がっこうほうじんこうかじょしがくえん）は、京都府京都市右京区に本部を置く学校法人である。大学、短期大学、高等学校、中学校、小学校(共学)、幼稚園(共学)を運営している。真宗大谷派学校連合会加盟校の一つで仏教に基いた女子教育を行っている。

## 学校

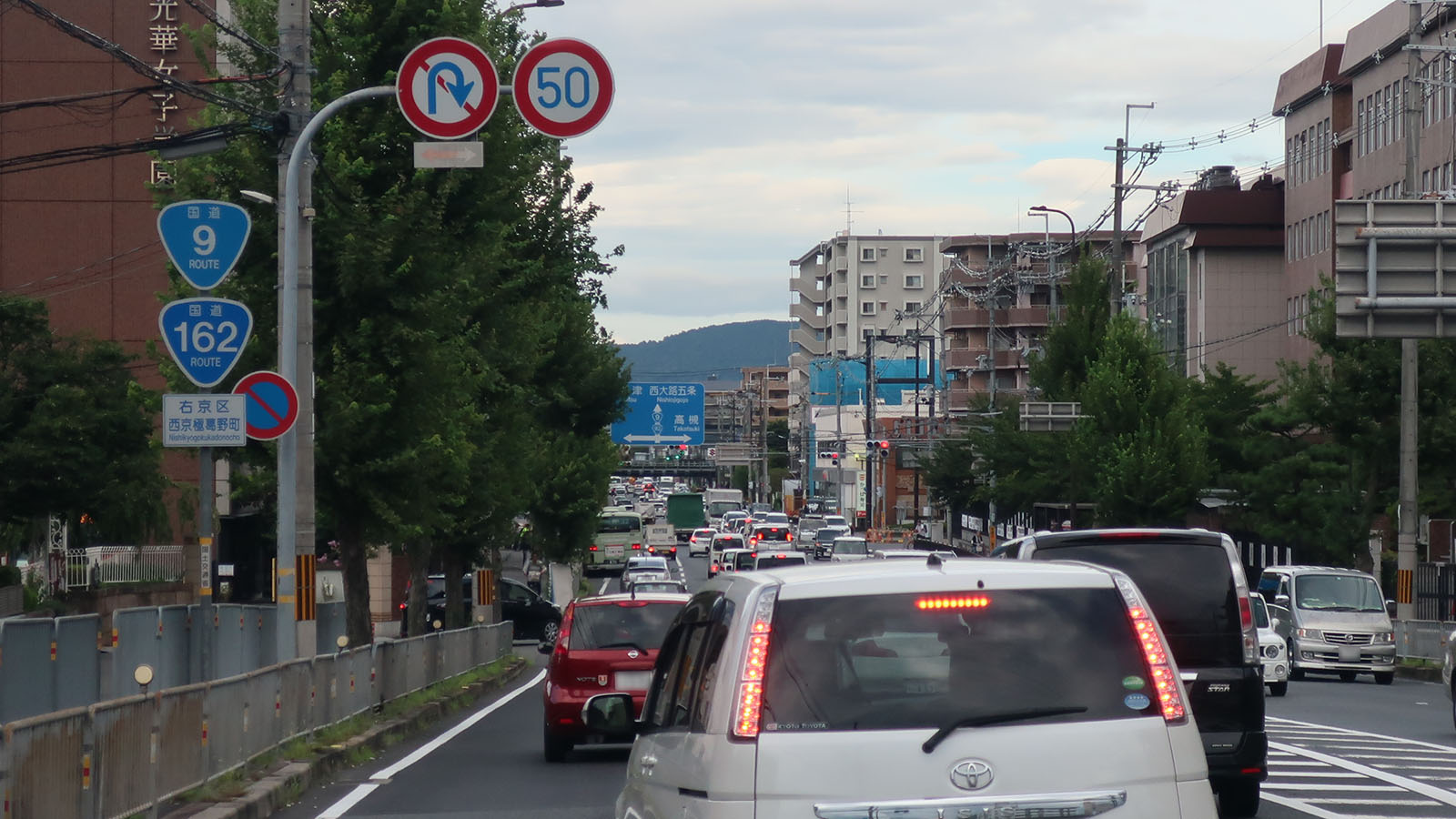
北校地と南校地を隔てる国道9号（五条通）

北校地と南校地の間には国道9号（五条通）が通っており、専用地下道で接続している。西院中大丸町にて設立、区画整理により西京極の各町となる。
2026年度より全校（幼･小･中･高･短･大･院）を共学化、名称を「光華学園」「京都光華大学短期大学部･京都光華大学･京都光華大学大学院」に変更する。

### 北校地（西京極葛野町）
- 京都光華女子大学
- 京都光華女子大学短期大学部
- 光華幼稚園

### 南校地（西京極野田町）
- 京都光華中学校・高等学校
- 光華小学校